# Пекресс, Валери
Валери́ Пекре́сс (фр. Valérie Pécresse), урождённая Валери́ Ру (фр. Valérie Roux; род. 14 июля 1967 года, Нёйи-сюр-Сен) — французский политик, министр в правительстве Франсуа Фийона с 2007-го по 2012 год, председатель совета региона Иль-де-Франс с 2015 года.

## Биография

### Образование
Окончила Высшую школу коммерции в Париже и Национальную школу администрации. До 1998 года работала аудитором в Государственном совете, была советником президента Жака Ширака. Владеет французским, английским, русским и японским языками.

### Политическая карьера (2002—2021)
В 2002, 2007 и 2012 годах получала мандат члена Национального собрания от департамента Ивелин. В 2004 году избрана в Совет региона Иль-де-Франс. Работала пресс-секретарем Союза за народное движение.
В 2007 году получила портфель министра высшего образования и научных исследований, осталась на этой должности и после перестановки в правительстве в 2010 году. В 2011 году назначена министром бюджета и пресс-секретарем правительства. Оставила правительство в 2012 году.
В декабре 2015 года во втором туре региональных выборов в Иль-де-Франс список правоцентристской партии «Республиканцы» во главе с Пекресс добился победы с результатом 43,8 % (список социалистов Клода Бартолона получил 42,18 % голосов, список Национального фронта поддержали 14,02 % избирателей). 18 декабря Пекресс была избрана председателем регионального совета Иль-де-Франса 119 голосами (из 209 депутатов в выборах приняли участие 140).
10 сентября 2017 года основала движение «Мы свободны», призванное дать правым «приток кислорода», защитить видение их как «твёрдой, социальной и реформаторской» силы и создать тем самым внутрипартийный противовес политике видного деятеля «Республиканцев» Лорана Вокье.
5 июня 2019 года после провала «Республиканцев» на европейских выборах 26 мая с результатом 8,48 % голосов объявила о выходе из партии ввиду невозможности возродить правую идею и обновить политическую структуру изнутри.
27 июня 2021 года второй тур новых региональных выборов в Иль-де-Франс вновь принёс успех правоцентристам Валери Пекресс — их поддержали 45,92 % избирателей, что обеспечило победителям 125 мест в региональном совете. Левый блок Жюльена Байу добился результата 33,68 % (53 места), националисты Жордана Барделлы — 10,79 % (16 мест) и гражданский список Лорана Сен-Мартена — 9,62 % (15 мест).
2 июля Пекресс была переизбрана на должность председателя регионального совета голосами 125 депутатов. Её единственный соперник, кандидат от Непокорённой Франции Поль Ванье (Paul Vannier), получил только 12 голосов.

### Участие в президентских выборах 2022 года
В декабре 2021 года вступила в борьбу за выдвижение от «Республиканцев» на президентских выборах 2022 года. 4 декабря 2021 года победила Эрика Сьотти во втором туре праймериз с результатом 60,95 %, получив около 114 тысяч голосов однопартийцев.
10 апреля 2022 года в первом туре президентских выборов набрала 4,78 % голосов и заняла пятое место, не выйдя во второй тур голосования.

## Убеждения
По собственным воспоминаниям, в возрасте 15 лет Пекресс провела лето в пионерском лагере в Ялте и в советской Прибалтике, «подвергалась пропаганде», вместе со всеми пела на русском языке «Интернационал». По мере взросления наступило разочарование в Советском Союзе (её поразило существование цензуры и тот факт, что никто в СССР не знал лауреата Нобелевской премии Пастернака, хотя сама Пекресс увлеклась русским языком из-за романа «Доктор Живаго»). Она оказывала содействие отказникам и со временем пришла к убеждению, что свобода мысли более присуща правой, чем левой идеологии.
Лидер «зелёных» Янник Жадо, комментируя для прессы новость о выдвижении кандидатуры Пекресс на президентских выборах, назвал её гомофобкой и противницей иммиграции. Основанием для обвинений послужила борьба Пекресс против легализации однополых браков во Франции в 2012—2013 годах (в тот период она предлагала узаконить только гражданские партнёрства, в том числе однополые, но к 2014 году смягчила свою позицию, сняв возражения против использования вспомогательных репродуктивных технологий и суррогатного материнства для однополых пар, а в должности председателя регионального совета продолжила финансирование гей-парадов (в мае 2018 года, в международный день против гомофобии и трансфобии заявила в интервью, что Франции следует инициировать в ООН резолюцию о всемирной декриминализации гомосексуальности). В отношении иммиграции Пекресс придерживается достаточно жёстких правых взглядов — в августе 2021 года она публично заявила: «Место нелегала — в чартере на пути домой», а также «порядок — это в том числе Республика, которая не перегружена неконтролируемой иммиграцией под управлением мафиозных структур».
В 2017 году Пекресс выступила за установление отношений между государством и исламом во Франции на принципах конкордата (при этом она уточнила, что не предлагает платить имамам жалованье из бюджета, но проповеди должны быть на французском языке, чтобы можно было проверить их содержание, а также следует предъявлять к мусульманам те же требования, которые предъявляются к христианам и евреям, и, кроме того, необходимо ввести для мусульман обучение законам Республики). 21 февраля 2013 года Конституционный совет Франции вынес решение, что действующий Эльзаско-Мозельский конкордат не противоречит принятому в стране принципу лаицизма.

## Награды
- Орден княгини Ольги III степени (4 сентября 2023 года, Украина) — за весомый личный вклад в укрепление межгосударственного сотрудничества, поддержку государственного суверенитета и территориальной целостности Украины, популяризацию Украинского государства в мире[15]